# Hubert Palfinger
Hubert Palfinger (* 13. April 1942 in Grieskirchen; † 19. Januar 2020 in Salzburg) war ein österreichischer Maschinenschlosser und Gründer der weltweit tätigen Kranbau-Firma Palfinger AG, deren Mehrheitseigentümer er war. Nach der Umwandlung des Unternehmens in eine AG im Jahr 1997 war Palfinger bis 2003 dessen Aufsichtsratsvorsitzender.

## Leben
Palfinger absolvierte Ende der 1950er-Jahre eine Lehre als Maschinenschlosser, arbeitete später im Betrieb seines Vaters Richard und übernahm ihn 1964. Schon früh an der Technik von Kränen interessiert, spezialisierte er das Unternehmen auf  hydraulisch betriebene Ladekräne, die zum Verkaufs- und bald auch Exportschlager wurden. Im Jahr 1989 stieg die Exportquote erstmals über 90 Prozent mit einer Präsenz in über 70 Ländern. Palfinger wurde 1997 Vorsitzender des Aufsichtsrates der Palfinger AG und entschloss sich 1999 zum Börsengang seines Unternehmens. 2003 gab er den Vorsitz ab, war bis 2008 stellvertretender Vorsitzender und blieb bis 2011 Mitglied des Gremiums. Palfinger besaß 65 % der Anteile an der Palfinger AG.

## Sonstiges
Ab 2002 war Palfinger für mehrere Jahre Präsident des Eishockeyclubs EC Red Bull Salzburg.

## Familie
Palfinger war verheiratet und hatte zwei Söhne, Hubert Junior und Hannes, die beide 2011 in den Aufsichtsrat des Unternehmens nachrückten.